# Fikret Orman
Fikret Orman (İstanbul, 4 novembre 1967) è un imprenditore, ingegnere e dirigente sportivo turco, presidente del Beşiktaş.